# Stade Centrafricain Tocages
L'Stade Centrafricaine Tocages (o SCAF Tocages) és un club de futbol de la ciutat de Bangui, República Centreafricana.
Va ser fundat el 1960.

## Palmarès
- Lliga centreafricana de futbol:[2]
  - 1977, 1985, 1989, 2008, 2018
- Copa centreafricana de futbol:[3]
  - 1984, 2001